# Årets Värmlänning
Årets värmlänning är en hedersutmärkelse som tilldelas en person med stark koppling till Värmland. Mottagaren utses av av Wermländska Sällskapet, Nya Wermlands-Tidningen (NWT) och Ahlmarks. Även NWT:s läsare har möjlighet att föreslå kandidater.
Medaljen delas ut vid Wermländska Sällskapets traditionsenliga Luciabal i Stockholm. Diplom och prischeck överlämnas oftast i samband med Värmlands bokmässa i Karlstad.
Medaljen pryds av Gustav V:s bild – han var hertig av Värmland och sällskapets höge beskyddare. Den första medaljen tilldelades honom på hans 70-årsdag år 1928.

## Mottagare
- 1974 Hilding Sunevall, Ambjörby
- 1975 Holmes Eriksson, Torsby
- 1976 Sven Hellqvist, Ransäter
- 1977 Rolf Edberg, Karlstad
- 1978 Elof Persson, Edane
- 1979 Arvid Eskel, Karlstad
- 1980 IF Boltic, Karlstad
- 1981 Carl-Johan Wettergren, Svanskog
- 1982 Gunta Liede, Karlstad, Carl-Axel Topp, Brålanda
- 1983 Sven Olofsson, Edane
- 1984 Walter Hedlund, Sunne
- 1985 Vitalis Johansson, Klässbol, Owe Nilsson, Färgelanda
- 1987 Ulf Hägg, Säffle
- 1988 Anita och Bengt Sahlström, Utterbyn, Jan Vegelius, Uppsala
- 1989 Peter Larsson (”Petter i boa”), Höljes
- 1990 Håkan Hagegård, Brunskogs socken
- 1991 Gunnar Hedin, Karlstad
- 1992 Anders Hillgren, Karlstad
- 1993 Solveig Ternström, Koppom
- 1994 Ångbåtsföreningen Freja
- 1995 Lars Yngström, Kristinehamn
- 1996 Inger och Lasse Sandberg, Karlstad
- 1997 Hugo Hassel, Karlstad
- 1998 Torleif Styffe, Ransby
- 1999 Lasse Karlsson, Rottneros
- 2000 Kjell Ericsson, Sven-Göran Eriksson
- 2001 Per-Inge Fridlund, Västanå Teatersällskap
- 2002 Sven-Erik Magnusson, Ingvar Karlsson
- 2003 Lena Sewall, Karlstad
- 2004 Anders Olsson, Karlstad
- 2005 Lars Glennert, Tomas Jönsson, Karlstad
- 2006 Anders Löfberg, Karlstad, Sten Torstensson, Mellerud
- 2007 Carina Olsson, Karlstad
- 2008 Olle Öberg, Karlstad, Kerstin Ljungqvist, Dals-Rostock
- 2009 Rigmor Gustafsson Värmskog, Sandra Hansson, Bäckefors
- 2010 Göran Samuelsson, V Ämtervik, Carina Johansson, Rännelanda
- 2011 Ole Wiggo Bang, Karlstad
- 2012 Sture Emanuelsson, Karlstad
- 2013 Irene Ekelund, Karlstad
- 2014 Åsa Hallén, Lars Lerin, Karlstad[2]
- 2015 Bengt Berg, Gun-Britt Karlsson, Torsby
- 2016 Yngve Gustafsson, Karlstad[3], Anders Kihlberg, Baldersnäs
- 2017 Mia Skäringer Lazar och Lars Wingefors[4]
- 2018 Pernilla Solberg[5]
- 2019 Oscar Magnusson[6]
- 2020 Sjukvårdspersonalen vid länets sjukhus och Degerfors IF[7]
- 2021 Linn Sönstebö Mossberg, verksamhetsledare Gamla Kraftstationen, Deje[8]
- 2022 Tomas Mitell, tränare Färjestads BK, Karlstad, och Niklas Edin, skipper i curlinglaget Lag Edin, Karlstad[9]
- 2023 Marie Niljung, Niljung Future AB och Marianne Nilsson, Fårfesten[10]
- 2024 Marcus Wandt[11]